# Djebel Irhoud

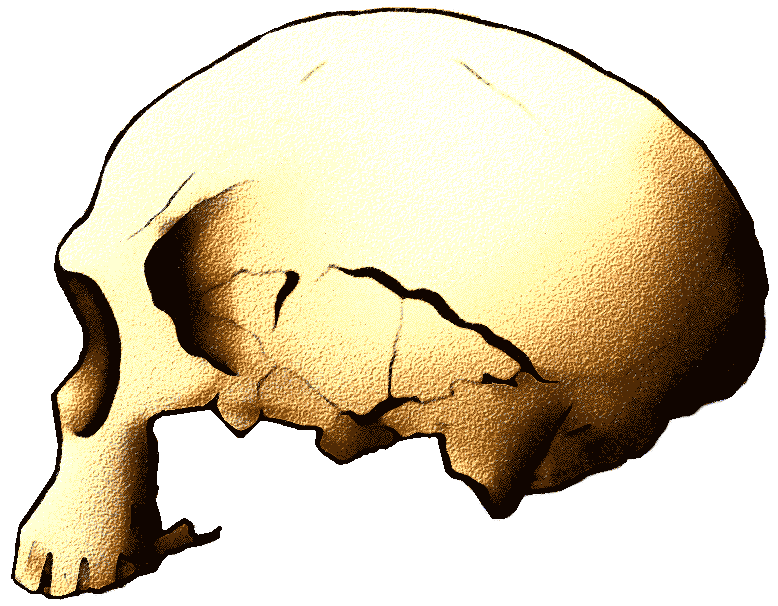
Irhoud 1

Jebel Irhoud (Berbers: Adrar Ighud of Adrar n Ighud, Arabisch: جبل إيغود) is een grot en archeologische en paleoantropologische vindplaats in Marokko. De in 1960 bij barietmijnbouw ontdekte karstgrot bevindt zich nabij Sidi Mokhtar, ongeveer 100 km ten noordwesten van Marrakesh en 55 km ten zuidoosten van Safi. De plaats kreeg vooral bekendheid door de publicatie in 2017 over de er gevonden restanten van vroege moderne mensen, die de oorsprong van de moderne mens vermoedelijk zo'n 100.000 jaar eerder leggen dan tot dan toe werd aangenomen.

## Vondsten
In 1961 werden bij opgravingen onder leiding van Émile Ennouchi een bijna complete schedel van een volwassen mensachtige ontdekt (Irhoud 1), twee jaar later volgde nog een schedeldak (Irhoud 2). Beide vondsten werden aanvankelijk als Noord-Afrikaanse neanderthalers geïnterpreteerd, temeer daar gevonden stenen werktuigen merendeels Levalloiskenmerken droegen, welke techniek meestal met de neanderthaler verbonden is.
In 1968 volgde de ontdekking van de onderkaak met gebit van een kind (Irhoud 3). Later werden nog enige fragmentarische vondsten gedaan, waaronder het opperarmbeen van een kind (Irhoud 4).
Een gedetailleerd onderzoek van Irhoud 3 in 1981 toonde echter aan dat de fossielen tot de vroege anatomisch moderne mensen behoorden, vergelijkbaar met de vondsten Omo 1 en 2 uit Ethiopië en Skhul uit Israël.
Een relatie is voorgesteld met de veel latere mensen van Dar es-Soltan nabij Rabat, welke met de archeologische cultuur van het Atérien verbonden waren (40.000-35.000 BP). In het bijzonder de schedel Dar es Soltane 5 toont kenmerken vergelijkbaar met Irhoud 1 en 2.
De dateringsmethoden ten tijde van de oorspronkelijke vondst leverden aanvankelijk geen zekere resultaten. Paardentanden uit vergelijkbare vondstlagen werden in 1991 op een leeftijd van rond 100.000 BP bepaald. Pas het vanaf 2004 onder leiding van Jean-Jacques Hublin verrichte onderzoek leverde een zekere leeftijd van 160.000 ± 16.000 jaar BP. Deze in 2007 door het Max-Planck-Institut für evolutionäre Anthropologie met de synchrotron gedane onderzoeken aan een kies van Irhoud 3 gaven ook bijzonderheden over de ontwikkelingsgeschiedenis van een kind van de vroege moderne mens. De resultaten tonen een lange kindertijd. De daaruit volgende langdurige ontwikkeling van de hersenen en de lange socialisatie van het kind kunnen van belang voor het evolutionaire succes van de vroege Homo sapiens geweest zijn.
In juni 2017 publiceerde Nature twee artikelen over menselijke resten van moderne mensen die vermoedelijk zo'n 300.000 jaar oud zijn, en de tijdlijn van het ontstaan van de mens zoals tot dat moment verondersteld, aan het wankelen brachten.